# X Games Chiba 2022
X Games de Chiba 2022, conocido por razones de patrocinio como "X Games Chiba 2022 Presentado por Yogibo", es un evento multideportivo internacional organizado por X Games que se llevará a cabo entre el 22 y el 24 de abril de 2022 en la ciudad de Chiba, capital de la Prefectura de Chiba, Japón.
Por primera vez en la historia, se llevará a cabo una edición de verano del evento en Japón. X Games ha llegado a un acuerdo con el Comité Organizador de X Games Japón, un consorcio liderado por la productora de eventos japonesa Shin So Sha en conjunto con la ciudad de Chiba, para colaborar en «X Games Chiba 2022». El evento contará con competencias de Skateboard, BMX y Moto X durante tres días en el Estadio Chiba Marine.
Los X Games Chiba 2022 se transmiten una vez más en Latinoamérica por ESPN y Star+. Además, se ha decidido que en Japón será retransmitido por televisión y distribuido en línea. Transmitiendo principalmente en competencias en las que participan atletas japoneses en NTV y BS Nippon Television. CS Broadcasting, Nittele G+ y Hulu transmitirán en su totalidad todas las competencias que se llevarán a cabo durante un período de tres días.

## Evento
Durante más de 25 años, X Games ha organizado con éxito eventos de deportes extremos en 12 países de todo el mundo, atrayendo a más de seis millones de asistentes. Desde su creación en 1995, los X Games se han convertido en la marca líder en competencias de deportes extremos y estilo de vida, destacando a los mejores atletas de deportes extremos del mundo en BMX, Skateboard y Moto X en los X Games, y Esquí y Snowboard en la versión de los X Games de invierno. Eventos en el contexto de cada ciudad anfitriona individual.
Además de las transmisiones japonesas locales y los medios estadounidenses de ESPN y Star+, las competencias de X Games Chiba se televisarán en las redes de ESPN en todo el mundo y se distribuirán a través de otros medios de comunicación internacionales y emisoras de televisión locales en varios mercados.
Junto con la competencia de deportes extremos de clase mundial y los atletas, los X Games Chiba contarán con actuaciones musicales, instalaciones artísticas, comida y experiencias festivas. El evento inaugural tendrá un tono claramente japonés, mostrando el hermoso país, las ciudades y la cultura de Japón en todo; desde los diseños del campo hasta las medallas, y destacando la cultura juvenil y deportiva en Japón a lo largo de la aldea del festival y la cobertura del evento en vivo.
Sakura Yosozumi, medallista de bronce en skateboard de los X Games y medallista de oro en Tokio 2020, señaló:
```
    "¡Estoy muy feliz de saber que los X Games, el evento de ensueño para los patinadores de todo el mundo, se llevará a cabo en Japón! Creo que es un escenario que todo skater ha soñado, e incluso ahora que el skateboarding es un deporte olímpico, los X Games son uno de mis eventos favoritos en los que quiero seguir compitiendo. He participado en los X Games dos veces antes, pero todavía tengo que ganar un medalla de oro en los X Games, así que cuando me seleccionen para competir, haré todo lo posible para ganar la medalla de oro de mis sueños".
```

## Disciplinas
Son 3 los deportes que componen los X Games Chiba 2022. El Skateboard incluye 2 disciplinas: Parque y Calle. Los eventos de BMX se disputan tanto en Parque, Calle como en Tierra. Por último, el Motocross se compone en 2 modalidades; Látigo y demostración de estilo libre.
| SKATEBOARD Competencia abierta - Street Best Trick Competencia Masculina - Skateboard Street - Skateboard Park Competencia Femenina - Skateboard Street - Skateboard Park Competencia Vertical - Skateboard Vert Best Trick - Skateboard Vert | BMX - BMX Street - BMX Park Best Trick - BMX Park - BMX Dirt Best Trick - BMX Dirt Moto X - Moto X Best Trick - Moto X QuarterPipe High Air - Moto X 110 - Moto X Best Whip - Moto X Freestyle |

## Participantes
Está previsto que participen un total de más de 100 personas, incluida Sakura Yosozumi, medallista de oro en skateboard park para mujeres de los Juegos Olímpicos de Tokio, y Yuto Horigome, medallista de oro en skateboard street para hombres. A continuación se muestran a todos los atletas que fueron confirmados por la organización de X Games Chiba 2022.
| Deportistas Skateboard Park | Deportistas Skateboard Park | Deportistas Skateboard Street | Deportistas Skateboard Street | Men’s Skateboard Vert | Men’s Skateboard Vert Best Trick | BMX Park        | BMX Street        | BMX Flatland         | Moto X Best Whip |
| Hombres                     | Mujeres                     | Hombres                       | Mujeres                       | Men’s Skateboard Vert | Men’s Skateboard Vert Best Trick | BMX Park        | BMX Street        | BMX Flatland         | Moto X Best Whip |
| Pedro Barros                | Lizzie Armanto              | Jagger Eaton                  | Julia Brückler                | Mitchie Brusco        | Mitchie Brusco                   | Declan Brooks   | Courage Adams     | Terry Adams          | Tyler Bereman    |
| Gavin Bottger               | Yndiara Asp                 | Jamie Foy                     | Lore Bruggeman                | Edouard Damestoy      | Edouard Damestoy                 | Nick Bruce      | Alex Donnachie    | Matthias Dandois     | Taka Higashino   |
| Jagger Eaton                | Jordyn Barratt              | Aurélien Giraud               | Letícia Bufoni                | Gui Khury             | Gui Khury                        | Pat Casey       | Chad Kerley       | Viki Gómez           | Axell Hodges     |
| Luiz Francisco              | Sky Brown                   | Felipe Gustavo                | Chloe Covell                  | Clay Kreiner          | Clay Kreiner                     | Daniel Dhers    | Lewis Mills       | Varo Hernández       | Tom Parsons      |
| Cory Juneau                 | Kokona Hiraki               | Kelvin Hoefler                | Mariah Duran                  | Bucky Lasek           | Bucky Lasek                      | Justin Dowell   | Felix Prangenberg | Alex Jumelin         | Josh Sheehan     |
| Liam Pace                   | Grace Marhoefer             | Yuto Horigome                 | Rayssa Leal                   | Moto Shibata          | Moto Shibata                     | James Jones     | Broc Raiford      | Jean William Prevost | Genki Watanabe   |
| Keegan Palmer               | Kisa Nakamura               | Nyjah Huston                  | Gabriela Mazetto              | Elliot Sloan          | Elliot Sloan                     | Brandon Loupos  | Matt Ray          | Moto Sasaki          |                  |
| Tristan Rennie              | Kihana Ogawa                | Dashawn Jordan                | Funa Nakayama                 | Jimmy Wilkins         | Jimmy Wilkins                    | Jeremy Malott   | Garrett Reynolds  | Yohei Uchino         |                  |
| Heimana Reynolds            | Poppy Starr Olsen           | Tiago Lemos                   | Aori Nishimura                |                       |                                  | Logan Martin    |                   |                      |                  |
| Tom Schaar                  | Jordan Santana              | Shane O'Neill                 | Momiji Nishiya                |                       |                                  | Rim Nakamura    |                   |                      |                  |
| Alex Sorgente               | Mami Tezuka                 | Lucas Rabelo                  | Keet Oldenbeuving             |                       |                                  | Kevin Peraza    |                   |                      |                  |
| Kieran Woolley              | Bryce Wettstein             | Sora Shirai                   | Poe Pinson                    |                       |                                  | Marin Ranteš    |                   |                      |                  |
| Jake Wooten                 | Sakura Yosozumi             | Mark Suciu                    | Pamela Rosa                   |                       |                                  | Daniel Sandoval |                   |                      |                  |
| Zion Wright                 | Brighton Zeuner             | Ishod Wair                    | Nika Washington               |                       |                                  | José Torres     |                   |                      |                  |
|                             |                             | Zion Wright                   | Roos Zwetsloot                |                       |                                  | Mike Varga      |                   |                      |                  |
|                             |                             |                               |                               |                       |                                  | Ben Wallace     |                   |                      |                  |

## Calendario
| ● | Ceremonia de apertura | ● | Preliminares |  | Finales | ● | Ceremonia de clausura |

| Competencias                  | 22 Vie | 23 Sab | 24 Dom |
| ----------------------------- | ------ | ------ | ------ |
| Ceremonias                    | ●      |        | ●      |
| Skateboard Vert masculino     | 1      |        |        |
| BMX Flatland masculino        | 1      |        |        |
| Skateboard Park masculino     | ●      |        | 1      |
| Skateboard Park Femenino      | ●      | 1      |        |
| Skateboard street Femenino    | ●      |        | 1      |
| BMX Park                      | ●      | 1      |        |
| Mejor truco vert              |        | 1      |        |
| BMX Street                    |        | 1      |        |
| Mejor látigo Moto X           |        | 1      |        |
| Skateboard street Masculino   |        | ●      | 1      |
| Demostración freestyle Moto X | ●      |        | ●      |
| Festival de Música            |        | ●      |        |
| Finales por día               | 2      | 5      | 3      |

## Resumen de medalla

### Skateboard
| Evento                       | Oro | Plata | Bronce |
| ---------------------------- | --- | ----- | ------ |
| Skateboard Street Best Trick |     |       |        |
| Men’s Skateboard Street      |     |       |        |
| Women’s Skateboard Street    |     |       |        |
| Skateboard Vert Best Trick   |     |       |        |
| Skateboard Vert              |     |       |        |
| Women’s Skateboard Park      |     |       |        |
| Men’s Skateboard Park        |     |       |        |

### BMX
| Evento              | Oro          | Plata         | Bronce       |
| ------------------- | ------------ | ------------- | ------------ |
| BMX Street          | lewis mills  |               |              |
| BMX Park Best Trick |              |               |              |
| BMX Park            | Logan Martin | Justin Dowell | Kevin Peraza |
| BMX Dirt Best Trick |              |               |              |
| BMX Dirt            |              |               |              |

### Moto X
| Evento                      | Oro | Plata | Bronce |
| --------------------------- | --- | ----- | ------ |
| Moto X Best Trick           |     |       |        |
| Moto X QuarterPipe High Air |     |       |        |
| Moto X 110                  |     |       |        |
| Moto X Best Whip            |     |       |        |
| Moto X Freestyle            |     |       |        |